# Danimarca al Junior Eurovision Song Contest
La Danimarca ha partecipato 3 volte sin dal suo debutto nel 2003. La rete che ha curato le varie partecipazioni è la DR, si è ritirata dalla competizione nel 2006 per dedicarsi esclusivamente al Melodi Grand Prix Junior, altra competizione canora norvegese per bambini e adolescenti.

## Partecipazioni
- Primo posto
- Secondo posto
- Terzo posto
- Ultimo posto

| Anno                                    | Artista           | Canzone           | Lingua | Posizione | Posizione |
| Anno                                    | Artista           | Canzone           | Lingua | Finale    | Punti     |
| --------------------------------------- | ----------------- | ----------------- | ------ | --------- | --------- |
| 2003                                    | Anne Gadegaard    | Arabiens drøm     | Danese | 5º        | 93        |
| 2004                                    | Cool Kids         | Pigen er min?     | Danese | 5º        | 116       |
| 2005                                    | Nicolai Kielstrup | Shake Shake Shake | Danese | 4º        | 121       |
| Nessuna partecipazione dal 2006 al 2025 |                   |                   |        |           |           |

## Storia delle votazioni
Al 2005, le votazioni della Danimarca sono state le seguenti: 
Punti dati
| Posizione | Stato           | Punti |
| --------- | --------------- | ----- |
| 1         | Regno Unito     | 25    |
| 2         | Norvegia Spagna | 22    |
| 3         | Malta           | 19    |
| 4         | Croazia         | 18    |
| 5         | Paesi Bassi     | 16    |

Punti ricevuti
| Posizione | Stato              | Punti |
| --------- | ------------------ | ----- |
| 1         | Norvegia Svezia    | 32    |
| 2         | Macedonia del Nord | 27    |
| 3         | Spagna             | 26    |
| 4         | Grecia             | 20    |
| 5         | Malta              | 19    |

## Organizzazione dell'evento
| Anno | Città      | Luogo            | Conduttori              |
| ---- | ---------- | ---------------- | ----------------------- |
| 2003 | Copenaghen | Forum Copenaghen | Camilla Ottesen e Remee |